# Хомовський Богдан Юрійович
Богдан Юрійович Хомовський (нар. 26 березня 1996, с. Дмитрівка, Кіровоградська область — пом. 29 липня 2022, селище Оленівка, Донецької області) — український військовослужбовець, старший солдат Окремого загону спеціального призначення «Азов» Національної гвардії України, учасник російсько-української війни, який відзначився під час відбиття російського вторгнення в Україну і загинув у полоні внаслідок терористичного акту, вчиненого в ніч проти 29 липня 2022 року російськими окупаційними військами на території колишньої Волноваської виправної колонії № 120. Кавалер ордена «За мужність» ІІІ ступеня (2023, посмертно).

## Життєпис
Богдан Хомовський народився 26 березня 1996 року у селі Дмитрівці на Кіровоградщині у родині вчителів. Під час навчання у Дмитрівськійї загальноосвітній школі №2 ім. Т. Г. Шевченка цікавився історією, любив дискутувати на уроках. Був ініціатором та учасником багатьох військово-патріотичних заходів, акцій, фестивалів. Активно працював у шкільному парламенті, де очолював комісію з військово-патріотичного виховання. 
Після закінчення школи вступив до Миколаївського національного аграрного університету за спеціальністю «Технолог з перероблення сільгосппродукції», проте, за словами мами, після першого курсу зрозумів, що то «не його», покинув і вивчився у місцевому залізничному училищі (за спеціальністю «Слюсар з ремонту рухомого складу»). Працював на Знам’янській дистанції колії.
Богдан не проходив строкову військову службу за станом здоров’я, але 2018 року, «приховавши діагнози», приєднався до лав Окремого загону спеціального призначення НГУ «Азов», де від заснування підрозділу служив його друг дитинства. Вільний від служби час любив проводити з рідними, займатись вихованням донечки та ходити на риболовлю з друзями або допомагати їм у ремонті автівок.
У Богдана було багато вподобань: у школі захопився волейболом і настільним тенісом. У старших класах йому сподобався предмет «Захист Вітчизни» і він почав працювати над покращенням фізичної підготовки — у квартирі з’явилися гантелі й штанга. Підлітком опанував гру на гітарі (напередодні повномасштабної війни батьки надіслали ту гітару сину до Маріуполя). Змалку Богдан любив рибалити, радів, коли з батьком, братом, а інколи й з мамою міг поїхати на цілий день на риболовлю. Це стало таким захопленням, що навіть їдучи на бойові завдання, крім спорядження і зброї, він «комплектувався» ще й спінінгом, ловив рибу, і варив хлопцям юшку — йому подобалося готувати щось смачненьке для близьких. Любов до зброї і походів у Богдана від батька Юрія, разом із яким він ходив на полювання. Також Богдан рано навчився водити авто, практично самотужки й ідеально. 
На момент російського вторгнення Богдан обіймав посаду водія 1-ї обслуги міномета 1-го мінометного взводу мінометної батареї 1-го батальйону оперативного призначення, і від першого дня повномасштабної війни разом зі своїми побратимами обороняв Маріуполь. Після запеклих боїв на вулицях міста пробився на металургійний комбінат «Азовсталь». Відзначився майстерністю водіння, коли на території підприємства спромігся у цілковитій темряві на повному задньому ходу вивести машину з екіпажем з-під масованого обстрілу.
У квітні на меткомбінаті дістав поранення правої руки і контузію, зокрема, у нього було розтрощено суглоб середнього пальця, але, незважаючи на біль і обмеженість рухів, він продовжував брати участь у бойових діях. 17 квітня 2022 року нагороджений медаллю «За військову службу України».
17 травня 2022 року востаннє телефонував батькам, повідомивши про те, що планується вихід з «Азовсталі» у полон, під гарантіями міжнародних організацій, і за 3-4 місяці захисники Маріуполя мають повернутися. За наказом вищого військового керівництва заради збереження життя людей Богдан вийшов з побратимами з «Азовсталі» та потрапив у так званий «полон за домовленістю». Утримувався на території колишньої Волноваської виправної колонії № 120 в окупованому селищі Молодіжному, що неподалік колишнього адміністративного центру селищної ради смт Оленівки колишнього Волноваського (нині – Кальміуського) району Донецької області, де окупанти утворили фільтраційну в’язницю. 
У ніч на 29 липня 2022 року прийняв мученицьку смерть у полоні внаслідок масового вбивства військовополонених, влаштованого окупантами у колонії в Оленівці.
Тільки 18 квітня 2023 року рідні, земляки та однополчани змогли попрощатись з воїном та поховати його в рідному селі.

## Родина
Залишилися донька 2017 року народження, кохана дівчина, батьки, брат.

## Нагороди
- медаль «За військову службу Україні» (17 квітня 2022 р.)  – за особисту мужність і самовіддані дії, виявлені у захисті державного суверенітету та територіальної цілісності України, вірність військовій присязі[4];
- орден «За мужність» ІІІ ступеня (3 листопада 2023 р., посмертно)  – за особисту мужність і самовідданість, виявлені у захисті державного суверенітету та територіальної цілісності України, сумлінне та бездоганне служіння Українському народові[5].

## Вшанування
- 5 травня 2023 року у селі Дмитрівці рідні воїнів, полеглих у російсько-українській війні, посадили вішневу алею «Жива пам’ять». Одна з 12 вишень сорту «Зустріч» посаджена батьками старшого солдата Богдана Хомовського на його честь[6].